# تشارلز دبليو. كول
تشارلز دبليو. كول (بالإنجليزية: Charles W. Cole)‏ هو دبلوماسي أمريكي، ولد في 1906، وتوفي في 1978.